# La Boissière (Hérault)
La Boissière (okzitanisch: La Boissièira) ist ein südfranzösischer Ort und eine Gemeinde mit 1.054 Einwohnern (Stand: 1. Januar 2022) im Département Hérault in der Region Okzitanien (vor 2016 Languedoc-Roussillon). Die Gemeinde gehört zum Arrondissement Lodève und zum Kanton Gignac (bis 2015 Aniane). Die Einwohner werden Bossièrois genannt.

## Lage

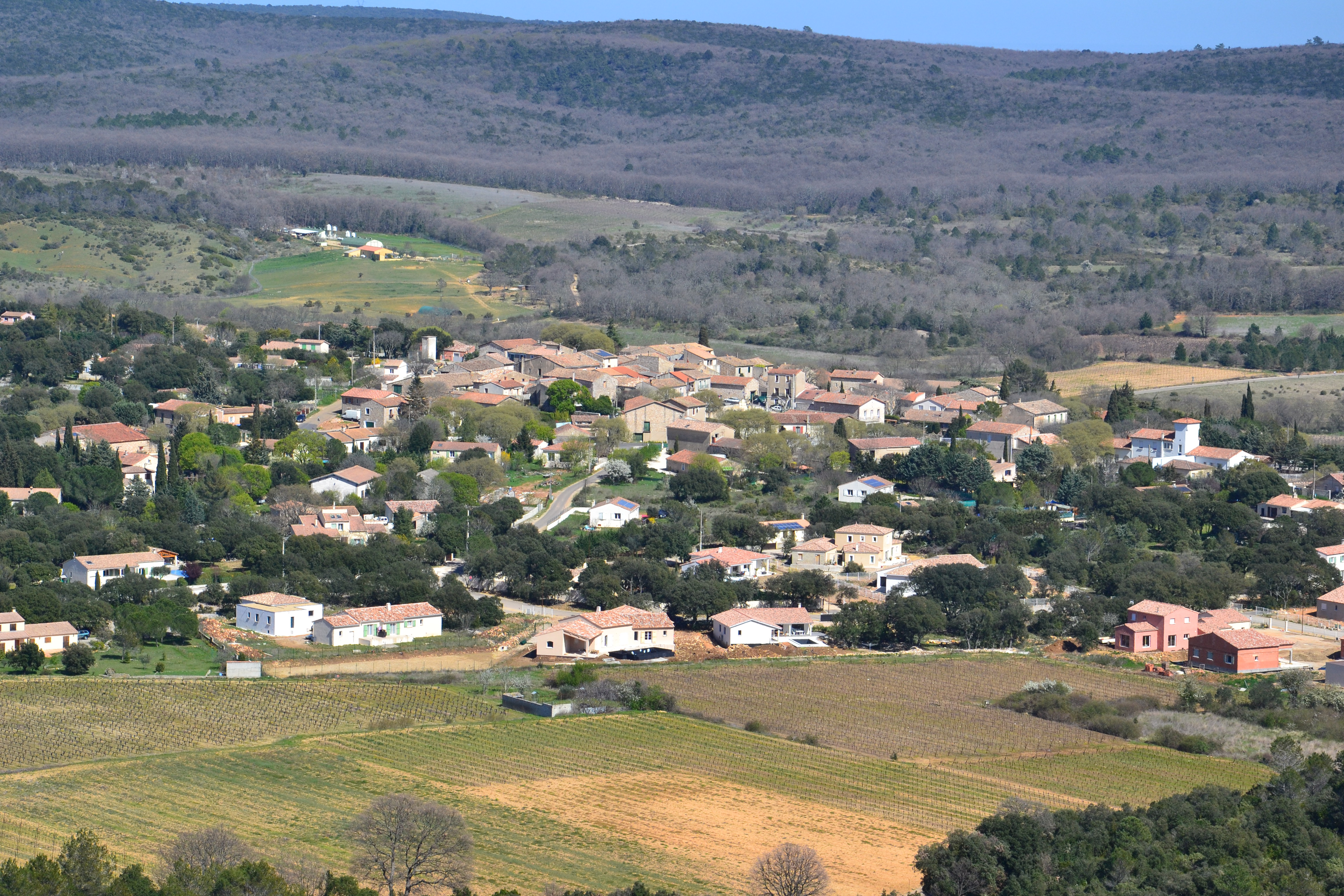
Blick auf La Boissière

La Boissière liegt etwa 40 Kilometer nordöstlich von Béziers und etwa 20 Kilometer westnordwestlich von Montpellier. Umgeben wird La Boissière von den Nachbargemeinden Puéchabon im Norden, Argelliers im Norden und Nordosten, Montarnaud im Osten, Saint-Paul-et-Valmalle im Südosten, Aumelas im Süden, Gignac im Westen sowie Aniane im Westen und Nordwesten.
Auf der Südgrenze der Gemeinde verläuft die Autoroute A750.

## Bevölkerungsentwicklung
| Jahr                       | 1962 | 1968 | 1975 | 1982 | 1990 | 1999 | 2006 | 2017 |
| -------------------------- | ---- | ---- | ---- | ---- | ---- | ---- | ---- | ---- |
| Einwohner                  | 215  | 221  | 253  | 404  | 594  | 718  | 845  | 1021 |
| Quellen: Cassini und INSEE |      |      |      |      |      |      |      |      |

## Sehenswürdigkeiten
- Kirche Saint-Martin
- Kapelle Saint-Louis im Ortsteil Gonzague

## Persönlichkeiten
- Georges Pézières (1885–1941), Politiker (SFIO)